# Amedeo Gennarelli
Pour les articles homonymes, voir Gennarelli.
Amedeo Gennarelli, né en 1881 à Naples et mort en 1943, est un sculpteur italien de l'art déco.

## Biographie
Amedeo Gennarelli est un élève de Francesco Jerace. En 1909, il émigre en France où il s'installe à Paris. Il est célèbre pour ses nus féminins. Il expose sa première œuvre en 1913 au Salon de la Société des artistes français, où il expose régulièrement jusqu'en 1936. Pour son travail, il utilise des matériaux tels que le bronze, le marbre, la céramique et parfois le bois. Certaines de ses œuvres sont fabriquées et distribuées par l'éditeur d'art et fondeur Jules Levi-Lehmann et par Arthur Goldscheider.

## Œuvres
- Pigeon voyageur
- Au Destiny
- La danseuse
- Bières glacées
- Des archers
- Femme avec Lyre